# Burton Swifts FC
Burton Swifts FC (celým názvem: Burton Swifts Football Club) byl anglický fotbalový klub, který sídlil ve městě Burton-on-Trent v nemetropolitním hrabství Staffordshire. Založen byl v roce 1871. V roce 1892 byl přijat do Football League. V lize setrval až do roku 1901, kdy byl sloučen s Burton Wanderers do nově vzniklého Burton United. Klubové barvy byly červená, bílá a modrá.
Své domácí zápasy odehrával na stadionu Peel Croft.

## Historické názvy
Zdroj: 
- 1871 – Burton Swifts FC (Burton Swifts Football Club)
- 1901 – fúze s Burton Wanderers FC ⇒ Burton United FC
- 1901 – zánik

## Úspěchy v domácích pohárech
Zdroj: 
- FA Cup
  - 1. kolo: 1892/93, 1895/96, 1896/97

## Umístění v jednotlivých sezonách
Stručný přehled
Zdroj: 
- 1890–1891: The Combination
- 1891–1892: Football Alliance
- 1892–1901: Football League Second Division

Jednotlivé ročníky
Zdroj: 
Legenda: Z - zápasy, V - výhry, R - remízy, P - porážky, VG - vstřelené góly, OG - obdržené góly, +/- - rozdíl skóre, B - body, červené podbarvení - sestup, zelené podbarvení - postup, fialové podbarvení - reorganizace, změna skupiny či soutěže
| Anglie (1890 – 1901) |                   |        |    |    |   |    |    |    |     |    |        |
| Sezóny               | Liga              | Úroveň | Z  | V  | R | P  | VG | OG | +/- | B  | Pozice |
| 1890/91              | The Combination   | –      | 14 | 9  | 0 | 5  | 55 | 28 | +27 | 18 | 4.     |
| 1891/92              | Football Alliance | –      | 22 | 12 | 2 | 8  | 54 | 52 | +2  | 26 | 5.     |
| 1892/93              | Second Division   | 2      | 22 | 9  | 2 | 11 | 47 | 47 | 0   | 20 | 6.     |
| 1893/94              | Second Division   | 2      | 28 | 14 | 3 | 11 | 79 | 61 | +18 | 31 | 6.     |
| 1894/95              | Second Division   | 2      | 30 | 11 | 3 | 16 | 52 | 74 | -22 | 25 | 11.    |
| 1895/96              | Second Division   | 2      | 30 | 10 | 4 | 16 | 39 | 69 | -30 | 24 | 11.    |
| 1896/97              | Second Division   | 2      | 30 | 9  | 6 | 15 | 46 | 61 | -15 | 24 | 14.    |
| 1897/98              | Second Division   | 2      | 30 | 8  | 5 | 17 | 38 | 69 | -31 | 21 | 13.    |
| 1898/99              | Second Division   | 2      | 34 | 10 | 8 | 16 | 51 | 70 | -19 | 28 | 15.    |
| 1899/00              | Second Division   | 2      | 34 | 9  | 6 | 19 | 43 | 84 | -41 | 24 | 15.    |
| 1900/01              | Second Division   | 2      | 34 | 8  | 4 | 22 | 34 | 66 | -32 | 20 | 18.    |